# Nicola Muscat
Nicola Muscat (ur. 25 czerwca 1994) – maltańska pływaczka, specjalizująca się w stylu dowolnym i grzbietowym.
Wystartowała na igrzyskach olimpijskich w Londynie (2012) w wyścigu na 50 metrów stylem dowolnym, gdzie zajęła 44. miejsce z czasem 27,22.
Jest srebrną medalistką igrzysk małych państw Europy z Liechtensteinu (2011) w sztafecie 4 × 200 metrów stylem dowolnym.
Muscat jest aktualną rekordzistką Malty na dystansach: 50 i 1500 metrów stylem dowolnym, 50 i 100 metrów stylem grzbietowym, 50 metrów stylem motylkowym oraz w sztafetach: 4 × 50, 4 × 100 i 4 × 200 metrów stylem dowolnym na długim basenie, a także na 50 i 100 metrów stylem dowolnym, na 50, 100 i 200 metrów stylem grzbietowym, 50 metrów stylem motylkowym oraz w sztafetach: 4 × 50 i 4 × 100 metrów stylem dowolnym, 4 × 100 metrów stylem zmiennym na krótkim basenie.